# Amanullah Kán afgán király
Amanullah Kán (1892. június 1. – 1960. április 25.) afgán uralkodó, 1919-től 1926-ig emír, 1926-tól 1929-ig Afganisztán első királya.

## Élete
1919-ben szent harcra hívta fel népét az angol megszállás ellen. 1919 nyarán egy szerződésben elérte, hogy országa független legyen. 
1926-ban Afganisztán királyává koronázta magát. Három évvel később, 1929-ben megfosztották trónjáról.
Uralkodását drámai politikai és társadalmi változások jellemezték, beleértve Afganisztán nyugati mintájú modernizálására tett kísérleteket. Ezt a célt azonban Habibullah Kalakani és követői felkelése miatt nem sikerült teljesen elérnie. 1929. január 14-én Amanullah lemondott a trónról, és a szomszédos Brit-Indiába menekült, ahogy az afgán polgárháború eszkalálódott. Brit-Indiából Európába ment, ahol 30 év száműzetés után Olaszországban halt meg, 1960-ban (az Encyclopaedia Britannica szerint azonban Amanullah a svájci Zürichben halt meg). Holttestét Afganisztánba szállították, és Dzsalalabádban temették el, apja, Habibullah Khan sírja közelében.